# الله‌آباد (سرآسیاب فرسنگی)
الله‌آباد (ده یاسائی)، روستایی از توابع مرکزی شهرستان کرمان در استان کرمان است.

## جمعیت
این روستا در دهستان سرآسیاب فرسنگی قرار دارد و براساس سرشماری مرکز آمار ایران در سال ۱۳۹۵، جمعیت آن ۲۸ نفر (۹ خانوار) بوده‌است.